# Nikiszowiec
Nikiszowiec est un quartier de la ville de Katowice en Pologne et une ancienne cité minière. Il a été classé monument historique le 28 janvier 2001.

## Histoire
Nikiszowiec a été construit par le consortium Giesche entre 1908 et 1914, et a été aménagé comme une cité minière de type urbain. Son architecture est unique et a été conçue par Emil et Georg Zillmann. Il a été pensé pour loger les familles des mineurs travaillant dans les mines de charbon voisines. Tous les bâtiments sont construits en briques, ce qui contribue à en faire un ensemble homogène.

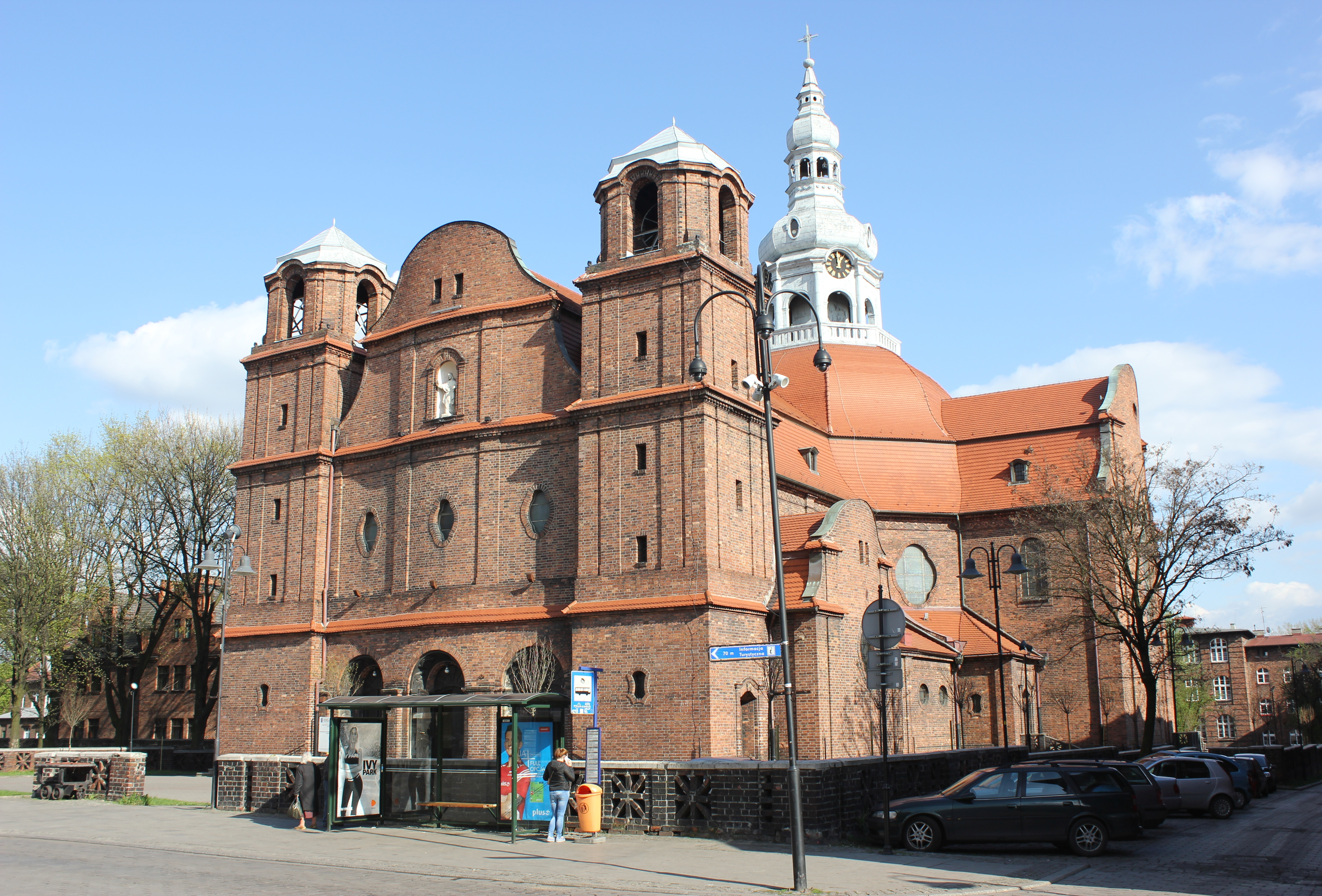
Église Sainte Anne

Le quartier abrite de plus l'église Sainte Anne, consacrée en 1927, seconde plus grande église de Katowice après la cathédrale. L'église contient notamment un orgue à 75 jeux. Son architecture a aussi été conçue par Emil et Georg Zillmann. En face de l'église se trouve la place Wyzwolenia - centre des activités du quartier. C'est là que se situe Komzony, un ensemble de petits commerces situés sous les arcades de briques entourant la place.
On peut encore voir des puits de mine. La galerie du puits minier Wilson (autrefois puits de la mine "Wieczorek") est à présent la plus grande galerie privée d'art contemporain de Pologne (2 500 m2). On peut aussi voir les structures du puits minier "Pulaski", ancien complexe comprenant une tour d'échappement, un tri, une salle de machines, une forge, un atelier d'usinage, un atelier de menuiserie, une salle d'attente et des bains. C'est à présent le puits principal de la mine "Wieczorek". À sa sortie on peut encore voir les wagons conservés du chemin de fer Balkan. Ce chemin de fer à voie étroite, en service de 1924 à 1977, reliait Szopienice à Nikiszowiec et Giszowiec (une autre cité minière), assurant ainsi un transport gratuit aux ouvriers entre leur domicile et leur lieu de travail. Il a été nommé "Balkan" en référence à la ligne Berlin-Constantinople qui a ouvert à l'époque.
Nikiszowiec abrite aussi le département d'ethnologie du musée de l'Histoire de Katowice.
Le quartier a été rendu célèbre grâce aux films de Kazimierz Kutz ("La perle de la couronne", "Le sel de la terre noire"), de Lech Majewski ("Angelus") et aux réalisations des artistes du groupe Janowska (E. Gawlik, T. Ociepka, E. Sówka) ainsi qu'au livre de Małgorzata Szejnert "Jardin Noir". Le site attire par l'atmosphère qu'il dégage.